# Авагян, Сейран Мартиросович
Сейран Мартиросович Авагян (арм. Սեյրան Ավագյան, род. 15 декабря 1954, село Гейбулах, Нухинский район) — армянский государственный деятель, политик.

## Биография
- 1972—1977 — Ереванский государственный университет. Математик. Член-корреспондент НАН, доктор географических наук, профессор.
- 1977—1990 — работал инженером, заведующим сектора, и председателем профсоюза в Ереванском НИИ математических машин.
- С 1988 — был в центре деятельности мощной волны общественной освободительной борьбы, со своими коллегами, большинство которых было в комитете «Карабах».
- С 1989 — предоставлял беженцам из Азербайджанской ССР, в том числе из НКАО работу и жильё.
- 1990—1995 — был депутатом верховного совета Армянской ССР. Член постоянной комиссии по финансово-бюджетным, кредитным и экономическим вопросам. Член депутатской группы «Национал-демократы».
- 1995—1999 — депутат парламента. Член постоянной комиссии по финансово-бюджетным, кредитным и экономическим вопросам. Член фракции «НДС».
- 1999—2003 — вновь был депутатом парламента. Член постоянной комиссии по финансово-бюджетным, кредитным и экономическим вопросам. Член, а затем исполняющий обязанности лидера «НДС».
- C 2001 — лидер «Либерально-демократического союза».
- 2003—2007 — советник президента Армении.
- С ноября 2007 — член контрольной палаты Армении.